# Мерида (штат)
Штат Ме́рида (ісп. Estado Mérida) — штат Венесуели площею 11 300 км² та населенням 843 830 (2007 рік), розташований на заході країни. Столиця штату — місто Мерида.
У штаті розташована найбільша астрономічна обсерваторія у Венесуелі — Національна астрономічна обсерваторія Льяно Дель Хато.

## Географія
Штат багатий на озера і річки, в більшості з яких удосталь водиться форель, один з делікатесів Мериди. Найбільша річка — Чама.
На території штату розташований гірський масив Кордильєра-де-Мерида, що містить 10 найвищих гір країни, зокрема її найвищу вершину Піко-Болівар.

## Муніципалітети
- Альберто-Андреані (Ель-Віхья)
- Андрес-Бельйо (Ла-Аеліта)
- Антоніо-Пінто-Салінас (Санта-Крус-де-Мора)
- Арикагуа (Арикагуа)
- Арсобіспо-Чакон (Канагуа)
- Кампо-Еліас (Ехідо)
- Карасьоло-Парра-Олмедо (Тукані)
- Карденаль-Куїнтеро (Санто-Домінго)
- Гуаракі (Гуаракі)
- Хуліо-Сесар-Салас (Арапуей)
- Хусто-Брисеньо (Торондой)
- Лібертадор (Мерида)
- Міранда (Тімотес)
- Обіспо-Рамос-де-Лора (Санта-Елена-де-Ареналес)
- Падре-Ногуера (Санта-Маріа-де-Капаро)
- Пуебло-Яно (Пуебло-Яно)
- Ранхель (Мукучиєс)
- Рівас-Давіла (Байладорес)
- Сантос-Маркіна (Табай)
- Сукре (Лагуніяс)
- Товар (Товар)
- Туліо-Фебрес-Кордеро (Нуево-Болівія)
- Сеа (Сеа)

## Економіка
Економіка Мериди складається з туризму, землеробства та гірничої промисловості.

## Туризм
- У штаті Мерида знаходиться канатна дорога «Телерифіко-де-Мерида», яка веде на пік Еспехо (4800 м). Згідно з місцевими даними — найвисокогірніша і найдовша канатна дорога в світі.
- Гарячі термальні джерела Чигуара, Таба, Санта-Аполонія та інші. Національний парк «Сьєрра-Невада».

## Галерея

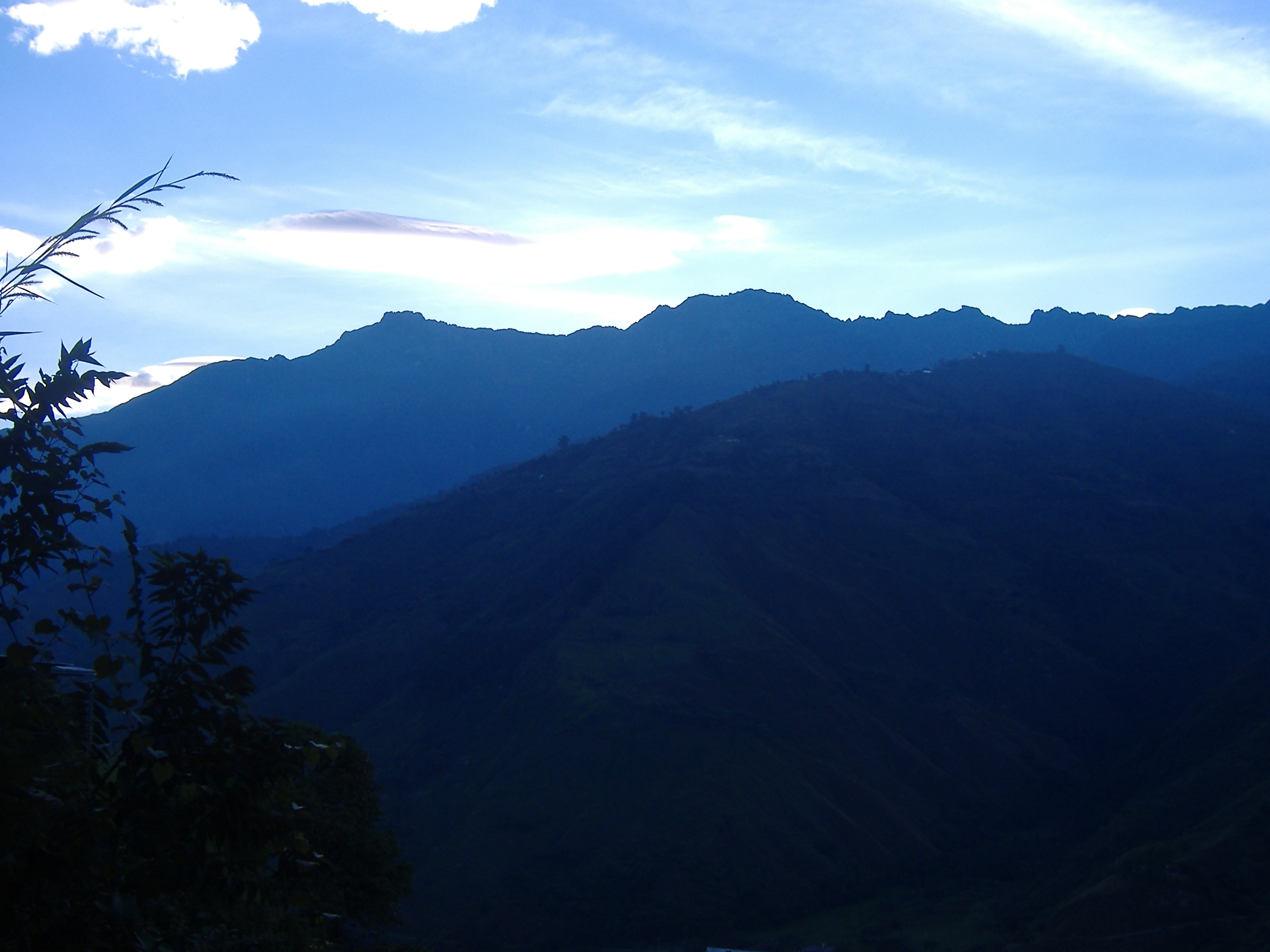
Національний парк «Сьєрра-Невада»
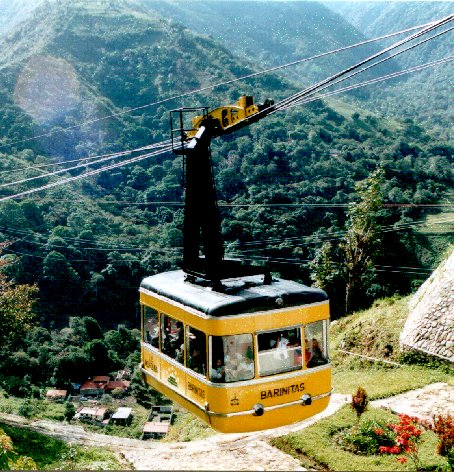
Канатна дорога «Телерифіко-де-Мерида»
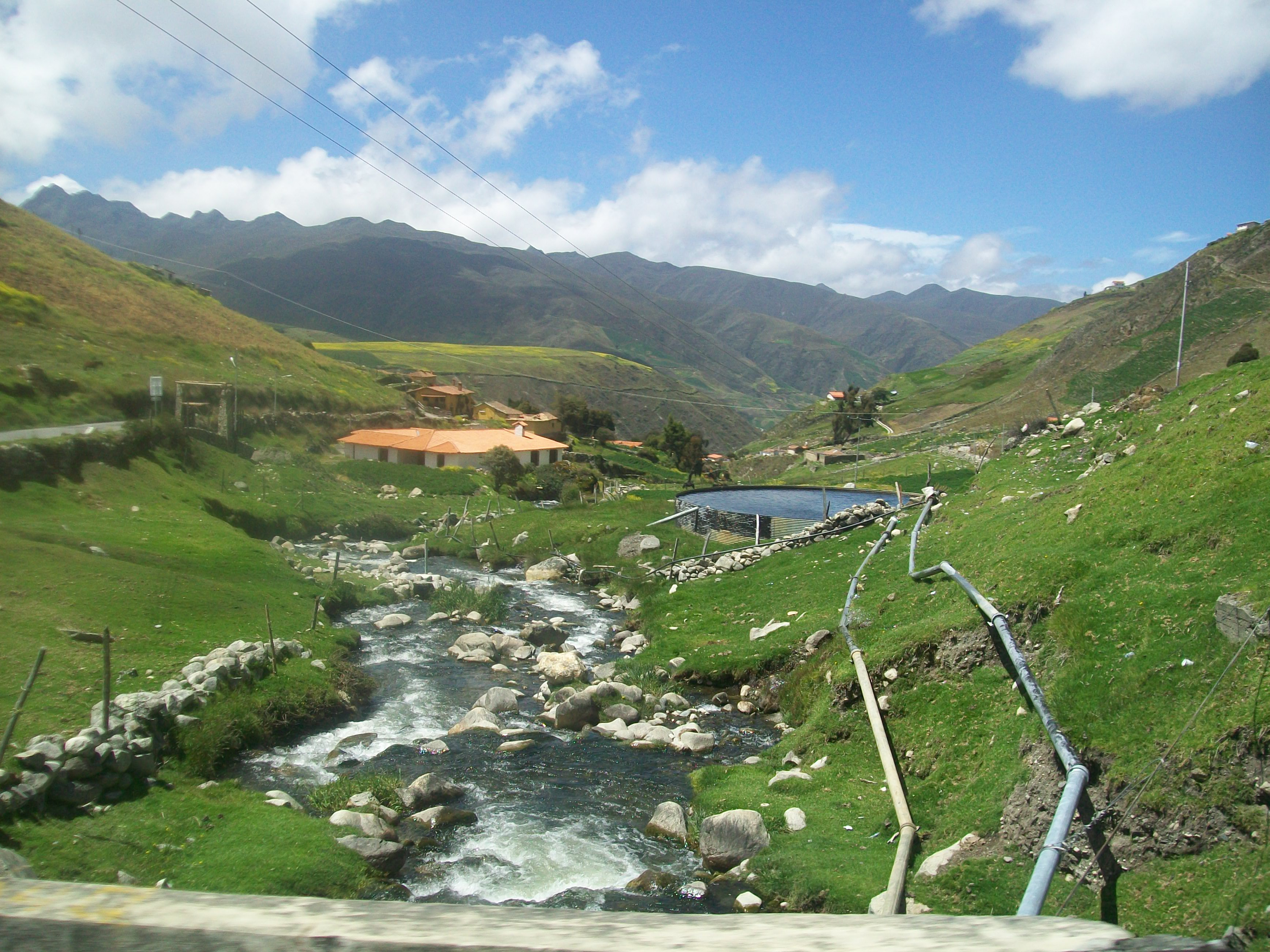
Річка Чама
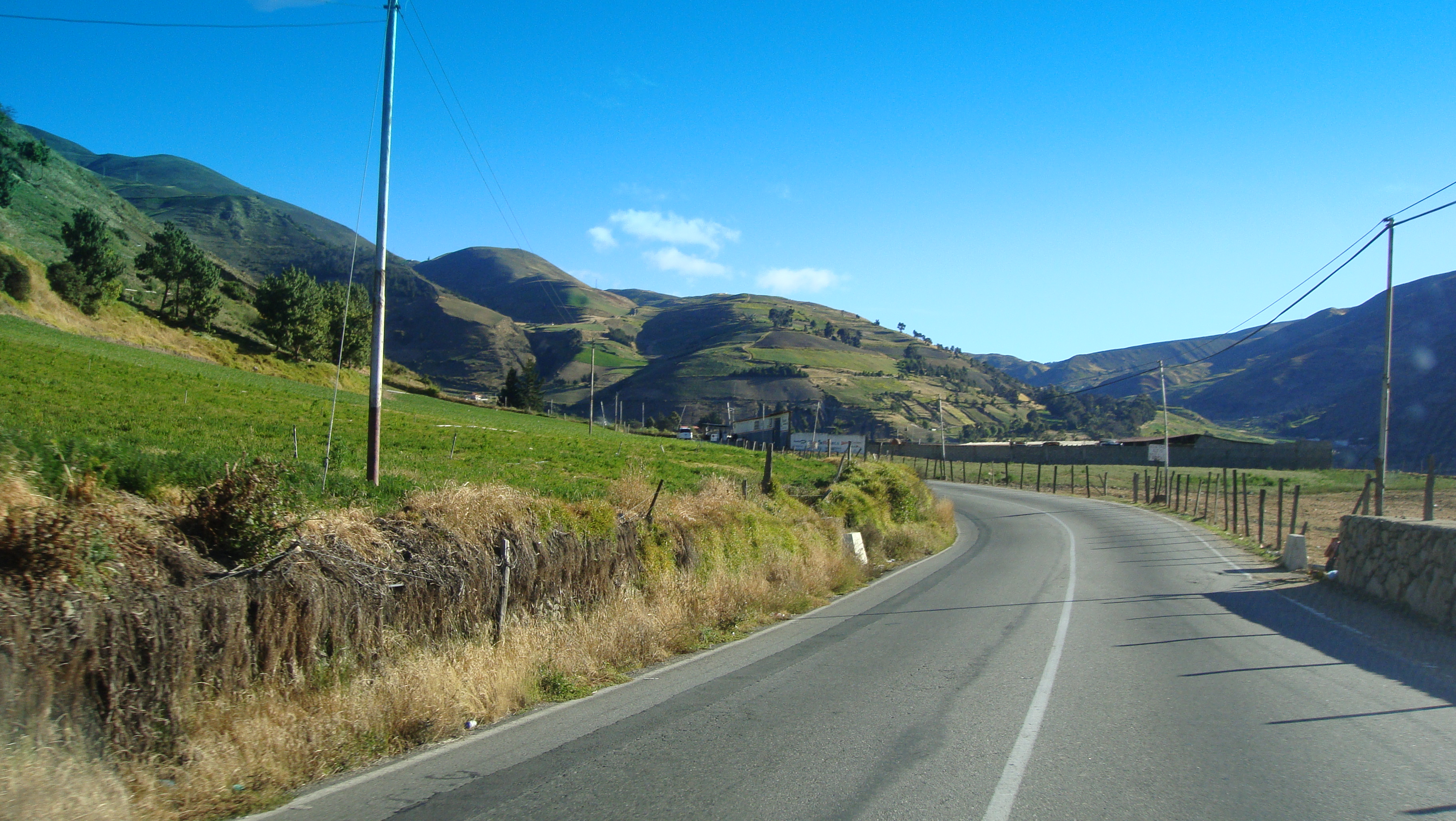
Дороги Мериди

| Венесуела | Це незавершена стаття з географії Венесуели. Ви можете допомогти проєкту, виправивши або дописавши її. |